# Bidens tetraspinosa
Bidens tetraspinosa là một loài thực vật có hoa trong họ Cúc. Loài này được Majeed Kak & Javeid mô tả khoa học đầu tiên năm 1982.